# 山本剛正
山本 剛正（やまもと ごうせい、1972年1月1日 - ）は、日本の政治家。日本維新の会所属の元衆議院議員（2期）。

## 来歴
東京都新宿区生まれ。暁星小学校・中学校・高等学校を卒業後、駒澤大学経営学部経営学科卒業。大学在学中、結党間もない日本新党に入党し、選挙運動に携わった。日本新党解党後、当時衆議院議員だった中村時広（愛媛県知事）の事務所スタッフを経て、伊藤忠燃料（現伊藤忠エネクス）に入社。のちに退職し、衆議院議員・樽床伸二秘書、参議院議員・大久保勉秘書を務める。
2009年、第45回衆議院議員総選挙に民主党公認で福岡8区から立候補。現職の内閣総理大臣であった自由民主党の麻生太郎に6万9千票の大差で敗れたが、重複立候補していた比例九州ブロックで復活し、初当選した。
2012年の第46回衆議院議員総選挙では、麻生に10万票超の大差で敗れ、比例復活もならず落選した。
その後、拠点を福岡4区に移し、2014年4月、民主党福岡県連は山本を4区の候補者とするよう党本部に上申。しかし同年末の第47回衆議院議員総選挙では維新の党との選挙協力を重視する党本部の意向により、維新の現職（河野正美）のいる4区での公認が下りず、公示2週間前に福岡1区への国替えが決まった。1区では自由民主党前衆議院議員2人が無所属で出馬し、保守分裂選挙となったため一時は山本の優勢が伝えられたが、井上貴博（自由民主党が追加公認）に敗れ、比例復活もならず、落選した。
2017年の第48回衆議院議員総選挙では、福岡1区から希望の党公認での立候補を目指したが、10月3日、希望の党は同区において日本のこころの福岡支部長を擁立すると発表した。希望の党からは福岡8区への国替えを打診されたが、山本はこれを拒否し、1区から無所属での立候補を検討したが、立憲民主党の枝野幸男代表から連絡を受け、10月5日、記者会見で同党からの出馬を表明した。
10月22日、総選挙が行われ、現職の井上貴博が当選した。山本と希望の党新人は共倒れで落選。山本は比例九州ブロックで同党が獲得した3議席に届かず、比例復活もかなわなかった。
2019年6月、立憲民主党を離党。
2021年9月15日、日本維新の会から第49回衆議院議員総選挙福岡1区の公認内定を受ける。同年10月31日、衆院選が執行。井上に敗北したが、比例復活にて議席を獲得した。
2024年10月27日の第50回衆議院議員総選挙では小選挙区で3位となり、比例九州ブロックで維新が1議席の確保に留まる中で惜敗率も48.7％（復活当選した候補者の惜敗率は50.4％）と1.7%及ばず次点で落選した。

## 政策
- 日本国憲法の改正について、「守るべきは守り、変えるべきは変える。私は護憲的改憲の立場だ」と述べている[6]。
- 特別永住者の地方選挙権付与に賛成[14]。
- 選択的夫婦別姓制度導入について、「どちらとも言えない」としている[15]。

## 人物
- 小学校（リトルリーグ）、中学校（シニアリーグ）では野球に明け暮れてた[16]。
- 高校時代はラグビー部に所属し、主将も務めた[16]。
- 大学時代、北海道を自転車でほぼ一周した[16]。知床峠越えは大変厳しかったという[16]。
- 長崎勤務の時、小学生のラグビースクールで指導員をしていた[16]。

## 発言
- 2010年10月1日、民主党国会対策委員会幹部と衆院1回生議員の会合で、国会対策委員長代理の牧野聖修が「『新人議員の仕事は次の選挙に受かることだ』とバカなことを言う人もいる」と語り、暗に民主党幹事長時代の小沢一郎の発言を批判したことに対して、「バカとはなんだ！」と野次を飛ばし、その様子が各種メディアに取り上げられた[17]。
- 2011年4月10日の第17回統一地方選挙前半戦では民主党が大敗したが、選挙対策の責任者である民主党幹事長の岡田克也は辞任を否定し、首相の菅直人も岡田や選挙対策委員長・安住淳の更迭を否定した。その後、同月12日に行われた民主党の代議士会において、発言を終えて座りかけた岡田に対し、「幹事長はいつまでそこに座ってんだ！」などと野次を飛ばした。岡田が再び立ち上がって、「誰だ！今言ったのは！」と声を荒らげると、「俺だ！」と立ち上がって名乗り出るなど、その様子が各種メディアに取り上げられた[18]。その後、岡田に対して、「我々地方（選出）議員は執行部の皆さんの駒ではないので、しっかりやっていただきたい」と1年生議員ながら注文をし、岡田は「はい、色々なご意見を有難うございました」と述べた。
- 旧立憲民主党時代は同党について「包容力のあった、かつての旧民主党の理念を引き継ぐ政党だ。自分の信念を最も貫けるステージとして選んだ」と述べていた[6]。

## 不祥事
2011年12月、週刊文春に同じ民主党所属の西村正美参議院議員が既婚者であるにもかかわらず山本の議員宿舎で半同棲不倫をしていると報じられた（山本は当時離婚歴のある独身）。翌年に西村と結婚。

## 選挙歴
| 当落 | 選挙                   | 執行日         | 年齢 | 選挙区      | 政党         | 得票数    | 得票率 | 定数 | 得票順位 /候補者数 | 政党内比例順位 /政党当選者数 |
| ---- | ---------------------- | -------------- | ---- | ----------- | ------------ | --------- | ------ | ---- | ------------------ | ---------------------------- |
| 比当 | 第45回衆議院議員総選挙 | 2009年08月30日 | 37   | 福岡県第8区 | 民主党       | 9万6327票 | 36.25% | 1    | 2/3                | 8/9                          |
| 落   | 第46回衆議院議員総選挙 | 2012年12月16日 | 40   | 福岡県第8区 | 民主党       | 4万6213票 | 21.53% | 1    | 2/3                | 22/3                         |
| 落   | 第47回衆議院議員総選挙 | 2014年12月14日 | 42   | 福岡県第1区 | 民主党       | 4万2960票 | 26.15% | 1    | 2/6                | 6/3                          |
| 落   | 第48回衆議院議員総選挙 | 2017年10月22日 | 45   | 福岡県第1区 | 立憲民主党   | 5万1063票 | 25.68% | 1    | 2/4                | 4/3                          |
| 比当 | 第49回衆議院議員総選挙 | 2021年10月31日 | 49   | 福岡県第1区 | 日本維新の会 | 3万7604票 | 17.97% | 1    | 3/4                | 2/2                          |
| 落   | 第50回衆議院議員総選挙 | 2024年10月27日 | 52   | 福岡県第1区 | 日本維新の会 | 3万4346票 | 17.16% | 1    | 3/6                | 2/1                          |